# Suplemento de vuelo de Canadá
El Suplemento de vuelo de Canadá o CFS por sus siglas en inglés -Canada Flight supplement- es una publicación conjunta militar y civil que se edita en Canadá como apéndice de la publicación de información aeronáutica. Es el directorio nacional oficial de aeropuertos y contiene información sobre todos los aeródromos canadienses, así como de otros aeropuertos del área del Atlántico.
El organismo encargado de publicarla era el Ministerio de Recursos Naturales de Canadá, en nombre del Ministerio de Transporte y del Ministerio de Defensa Nacional de Canadá. Desde el 15 de marzo de 2007 la publica Nav Canada, operadora del sistema de navegación aérea civil de Canadá y se edita en inglés y francés -Supplément de vol Canada-, con una periodicidad de 56 días en coordinación con el boletín de información aeronautica del ICAO.

## Contenido
El suplemento de vuelo de Canadá recoge los datos de las pistas, procedimientos de llegadas y salidas, listas con las frecuencias de radio de control del tráfico aéreo, así como información sobre combustible y hangares disponibles en cada uno de los aeropuertos. Contiene además páginas con información de referencia como rumbos de interceptación para aeronaves civiles, actualizaciónes de cartas de navegación e información sobre el servicio de búsqueda y rescate. La mayoría de los pilotos que operan en Canadá portan una copia de esta publicación para su uso en caso de desvío no programado a otros aeropuertos por inclemencias meteorológicas o problema mecánicos.

### Secciones
Consta de siete apartados:
- Avisos especiales: detalla los procedimientos operativos nuevos o modificados.
- Sección general: contiene información introductoria, un glosario, un listado con los códigos de aeropuertos y una relación de aeródromos abandonados.
- Directorio de aeródromos: consiste en una lista de todos los aeropuertos ordenados alfabéticamente así como un croquis que detalla las calles de rodaje, plataformas de estacionamiento, hangares de mantenimiento y ubicación de la torre de control de cada uno de ellos.
- Planificación: información de la planificación de vuelo general, incluyendo planes de vuelo e informes de posición, espacio aéreo, listas de nuevos rascacielos y otros obstáculos, rutas para vuelo instrumental y cartas de navegación actualizadas, entre otras.
- Comunicaciones y radionavegación.
- Datos y procedimientos para vuelos militares en el espacio aéreo de Canadá y Estados Unidos
- Procedimientos de emergencia, directrices para secuestros aéreos, vertidos de combustible e información sobre búsqueda y rescate.[1][2]

## Requisitos legales
Las normas canadienses de navegación aérea obligan a disponer de «cartas de navegación actualizadas que cubran la ruta prevista del vuelo y cualquier otra ruta probable en caso de emergencia» en todos los vuelos VFR nocturnos y en los vuelos instrumentales. Aunque la norma no establece específicamente la obligación de portar una copia del Suplemento de vuelo de Canadá, el hacerlo constituye una de las formas más sencillas de cumplir con ese requisito.

Por otra parte y debido a que la información contenida en el Suplemento de vuelo puede ser obsoleta, los pilotos deben comprobar los NOTAM antes de cada vuelo.